# Собачий полдень
«Собачий полдень» (англ. Dog Day Afternoon) — американская криминальная драма, снятая режиссёром Сидни Люметом по сценарию Фрэнка Пирсона. Главные роли в фильме исполняют Аль Пачино, Джон Казале, Чарльз Дёрнинг, Крис Сарандон, Пенелопа Аллен, Джеймс Бродерик, Лэнс Хенриксен и Кэрол Кейн. Название фильма соответствует идиоме, означающей «жаркие летние дни» (калька с латинского «собачьи дни» (англ. Dog days), что подобно русскому слову «каникулы»).
Фильм вдохновлён статьёй П. Ф. Клуджа и Томаса Мура «Парни в банке» (англ. The Boys in the Bank), вышедшей в журнале «LIFE», и рассказывавшей об ограблении бруклинского банка Джоном Войтовичем и Сальваторе Натурале 22 августа 1972 года.
«Собачий полдень» получил положительные оценки критиков и выдвигался на получение ряда наград, в том числе премий «Оскар» и «Золотой глобус», в конечном итоге выиграв «Оскар» за лучший оригинальный сценарий. В 2009 году фильм был включён в Национальный реестр фильмов США как обладающий «культурным, историческим или эстетическим значением».

## Сюжет
22 августа 1972 года трое грабителей — Сонни Ворцик (Аль Пачино), Сальваторе Натурале (Джон Казале) и Стиви (Гэри Спрингер) — предпринимают попытку ограбления Первого сберегательного банка Бруклина. Их план практически сразу выходит из под контроля — Стиви трусит и сбегает, а Сонни узнаёт, что в хранилище имеется лишь 1100 долларов наличными, поскольку их ограбление происходит вскоре после инкассации. Сонни берёт дорожные чеки и в мусорном ведре сжигает книгу реестра для того, чтобы чеки нельзя было отследить. Однако дым вытягивается наружу, что вызывает подозрения, и вскоре банк оказывается окружён полицией, толпами зевак и тележурналистами.
Детектив-сержант полиции Юджин Моретти (Чарльз Дёрнинг) совершает звонок в банк и сообщает Сонни о прибытии полиции. Сонни блефует о намерении убить заложников в случае внезапной атаки, однако Сэл сообщает, что готов убивать, если потребуется. Моретти берёт на себя роль переговорщика, в то время как агент ФБР Шелдон (Джеймс Бродерик) следит за его действиями. Моретти просит освободить одного из заложников в качестве демонстрации добрых намерений, и Сонни позволяет уйти охраннику банка (Джон Мэрриот), у которого начался приступ астмы. Моретти также убеждает Сонни выйти наружу. Прикрываясь Сильвией (Пенелопа Аллен), главной кассиршей банка, Сонни выходит и начинает переговоры с Моретти. Кульминацией их диалог становится выкрик Сонни «Аттика! Аттика!», ссылающийся на недавний тюремный бунт в «Аттике». Толпа, в свою очередь, подхватывает его крик, поддерживая Сонни.
Сонни требует предоставить транспортное средство, которое доставит его с Сэлом в аэропорт, где их должен будет ждать самолёт. Сонни также требует доставить в банк пиццу для заложников и привезти его жену. Женой Сонни оказывается Леон Шермер (Крис Сарандон) - транс-женщина, которая рассказывает, что причиной ограбления стала необходимость в деньгах для её хирургической коррекции пола. Она также сообщает, что у Сонни есть бывшая жена, Энджи (Сьюзен Перец), и дети.
Приближается ночь, и свет в банке отключается по требованию агента Шелдона, взявшего управление операцией на себя. Шелдон отказывается делать Сонни какие-либо уступки, однако, после того, как у банковского управляющего Малвени (Салли Бойар) начинается приступ диабета, он позволяет пройти в банк доктору (Филип Чарльз МакКензи). Пока доктор находится в банке, Шелдон убеждает Леон поговорить с Сонни. В ходе беседы выясняется, что Леон пыталась покончить с собой, чтобы уйти от Сонни, поднимавшего на неё руку. Она была госпитализирована в больнице «Белвью», где и была найдена полицией. Леон отказывается присоединиться к Сонни и Сэлу в их побеге. Сонни сообщает полицейским, прослушивающим линию, в том, что Леон непричастна к ограблению.
Сонни соглашается отпустить Малвени, однако тот отказывается уходить, не желая оставлять своих подчинённых. ФБР вновь вызывает Сонни наружу для того, чтобы тот поговорил со своей матерью (Джудит Малина). Она просит его сдаться полиции, однако Сонни отказывается. Вернувшись в банк, Сонни диктует одной из девушек своё завещание, оставляя деньги из своей страховки Леон и Энджи.
К банку прибывает лимузин, и Сонни тщательно проверяет его на отсутствие оружия или ловушек. Он выбирает агента Мёрфи (Лэнс Хенриксен) в качестве водителя, который доставит его, Сэла и заложников в аэропорт Кеннеди. По ранней договорённости, одну из заложниц освобождают. Сонни садится рядом с водителем, а Сэл позади вместе заложниками. Мёрфи просит Сэла держать его оружие стволом вверх, во избежание случайных выстрелов.
Кортеж из полицейских и лимузина приезжает в аэропорт. В ожидании прибытия самолёта, одну из заложниц, Марию (Эми Левитт) отпускают, и она даёт Сэлу чётки перед его первым полётом на самолёте. Мёрфи вновь просит Сэла держать дуло вверх, Сэл следует указанию, однако в этот момент агент Шелдон блокирует ружьё Сонни; пользуясь заминкой, агент Мёрфи достаёт скрытый в его подлокотнике револьвер и делает точный выстрел в голову Сэлу. Заложников освобождают, а Сонни арестовывают.
Фильм заканчивается тем, что Сонни наблюдает за тем, как увозят мёртвое тело Сэла. В заключительных титрах сообщается, что Сонни был приговорён к 20 годам тюрьмы, Энджи с детьми получила пособие, а Леон, сменившая своё имя на Элизабет, перенесла операцию.

## Актёрский состав
- Аль Пачино — Сантино «Сонни» Ворцик (прототип — Джон Войтович)
- Джон Казале — Сальваторе «Сэл» Натуриль (прототип — Сальваторе Натуриль[англ.])
- Чарльз Дёрнинг — сержант Юджин Моретти (прототип — Луи К. Кортелл)
- Джеймс Бродерик — агент Шелдон (прототип — Ричард Бейкер)
- Лэнс Хенриксен — агент Мерфи (прототип — агент Мёрфи)
- Крис Сарандон — Леон Шермер (прототип — Элизабет Иден)
- Пенелопа Аллен — Сильвия (прототип — Ширли Болл)
- Салли Бойар — управляющий Малвени (прототип — Роберт Барретт)
- Сьюзан Перец — Анджела «Энджи» Ворцик (прототип — Кармен Бифулко)
- Кэрол Кейн — Дженни
- Бьюла Гэррик — Маргарет
- Сандра Казан — Дебора
- Эстель Оменс — Эдна (прототип — Джозефин Туттино)
- Марша Джин Кёрц — Мириам
- Эми Левитт — Мария (прототип — Кэтлин Аморе)
- Гэри Спрингер — Стиви (прототип — Роберт Уэстенберг)
- Джон Марриотт — Говард Кельвин (прототип — Кельвин Джонс)
- Филип Чарльз Маккензи — доктор
- Кармине Фореста — Кармине
- Флойд Левин — полицейский
- Дик Энтони Уильямс — водитель лимузина
- Доминик Кьянезе — отец Сонни (прототип — Джон Войтович — старший)
- Марсия Хофрехт — соседка
- Джудит Малина — мать Сонни (прототип — Тереза Бассо Войтович)
- Уильям Богерт — телеведущий
- Рон Камминс — репортёр
- Джей Гербер — Сэм (прототип — Джо Антерио)
- Эдвин Малаве — парень Марии
- Лайонел Пина — доставщик пиццы

## Историческая достоверность
Фильм основан на статье П. Ф. Клуджа и Томаса Мура «Парни в банке» (англ. The Boys in the Bank), вышедшей в журнале «LIFE» в сентябре 1972 года, и придерживается основных фактов совершённого 22 августа 1972 года ограбления.
Джон Войтович, приговорённый в 1973 году к 20 годам заключения, был досрочно освобождён в 1978 году. Будучи в заключении, он написал письмо изданию The New Tork Times, утверждая, что правдой являются лишь 30 % из показанного в фильме, при этом похвалив работы Люмета, Пачино и Сарандона. Войтович получил $7500 ($38 900 по нынешним[каким?] меркам), а также 1 % от прибыли фильма за продажу прав на историю, которые отдал Элизабет Иден на операцию по коррекции пола. Иден скончалась в 1987 году от осложнений, вызванных СПИДом. Войтович умер в 2006 году от рака.

## Принятие

### Отзывы критиков
Фильм получил положительные отзывы критиков. На интернет-агрегаторе Rotten Tomatoes он имеет рейтинг 95 % на основе 42 рецензий. Metacritic дал фильму 86 баллов из 100 возможных на основе 15 рецензий, что соответствует статусу «всеобщее признание».
Винсент Кэнби назвал фильм «самым точным и самым ярким нью-йоркским фильмом Сидни Люмета» и похвалил «блестящие характеристики» всего актёрского состава. Роджер Эберт описал персонажа Сонни как «одного из наиболее интересных персонажей современного кино» и дал фильму три с половиной звезды из четырёх. Он позже включил фильм в свой список «великих фильмов», повысив рейтинг до четырёх звёзд. Джин Сискел оценил фильм в четыре звезды из четырёх и поместил его на четвёртое место лучших фильмов 1975 года, назвав «превосходным». Он похвалил Пачино, актёрская работа которого заставила его «поверить в невероятное». Гэри Арнольд из «The Washington Post» назвал фильм «триумфальной новой классикой натурализма американского кино».

### Награды и номинации
| Год  | Премия                                                                | Категория                                          | Номинант(-ы)                                                                                      | Результат  |
| ---- | --------------------------------------------------------------------- | -------------------------------------------------- | ------------------------------------------------------------------------------------------------- | ---------- |
| 1976 | «Оскар»                                                               | Лучший фильм                                       | Мартин Брегман, Мартин Элфэнд                                                                     | Номинация  |
| 1976 | «Оскар»                                                               | Лучшая режиссура                                   | Сидни Люмет                                                                                       | Номинация  |
| 1976 | «Оскар»                                                               | Лучшая мужская роль                                | Аль Пачино                                                                                        | Номинация  |
| 1976 | «Оскар»                                                               | Лучшая мужская роль второго плана                  | Крис Сарандон                                                                                     | Номинация  |
| 1976 | «Оскар»                                                               | Лучший оригинальный сценарий                       | Фрэнк Пирсон                                                                                      | Победа     |
| 1976 | «Оскар»                                                               | Лучший монтаж                                      | Диди Аллен                                                                                        | Номинация  |
| 1976 | «Золотой глобус»                                                      | Лучший фильм — драма                               | Мартин Брегман, Мартин Элфэнд                                                                     | Номинация  |
| 1976 | «Золотой глобус»                                                      | Лучшая режиссёрская работа                         | Сидни Люмет                                                                                       | Номинация  |
| 1976 | «Золотой глобус»                                                      | Лучшая мужская роль — драма                        | Аль Пачино                                                                                        | Номинация  |
| 1976 | «Золотой глобус»                                                      | Лучшая мужская роль второго плана — кинофильм      | Джон Казале                                                                                       | Номинация  |
| 1976 | «Золотой глобус»                                                      | Лучшая мужская роль второго плана — кинофильм      | Чарльз Дёрнинг                                                                                    | Номинация  |
| 1976 | «Золотой глобус»                                                      | Лучший дебют актёра                                | Крис Сарандон                                                                                     | Номинация  |
| 1976 | «Золотой глобус»                                                      | Лучший сценарий                                    | Фрэнк Пирсон                                                                                      | Номинация  |
| 1976 | BAFTA                                                                 | Лучший фильм                                       | Мартин Брегман, Мартин Элфэнд                                                                     | Номинация  |
| 1976 | BAFTA                                                                 | Лучшая режиссура                                   | Сидни Люмет                                                                                       | Номинация  |
| 1976 | BAFTA                                                                 | Лучшая мужская роль                                | Аль Пачино                                                                                        | Победа     |
| 1976 | BAFTA                                                                 | Лучший сценарий                                    | Фрэнк Пирсон                                                                                      | Номинация  |
| 1976 | BAFTA                                                                 | Лучший монтаж                                      | Диди Аллен                                                                                        | Победа     |
| 1976 | BAFTA                                                                 | Лучший звук                                        | Джек Фицстивенс, Ричард П. Циринционе, Сэнфорд Ракоу, Стивен Э. Роттер, Джеймс Сабат, Дик Ворисек | Номинация  |
| 1976 | «Давид ди Донателло»                                                  | Специальная награда за продюсирование              | Мартин Брегман, Мартин Элфэнд                                                                     | Победа     |
| 1976 | Премия Гильдии режиссёров Америки                                     | Лучшая режиссёрская работа в художественном фильме | Сидни Люмет                                                                                       | Номинация  |
| 1975 | Общество кинокритиков Канзаса                                         | Лучшая мужская роль                                | Аль Пачино                                                                                        | Победа     |
| 1975 | Ассоциация кинокритиков Лос-Анджелеса                                 | Лучший фильм                                       | Мартин Брегман, Мартин Элфэнд                                                                     | Победа     |
| 1975 | Ассоциация кинокритиков Лос-Анджелеса                                 | Лучший режиссёр                                    | Сидни Люмет                                                                                       | Победа     |
| 1975 | Ассоциация кинокритиков Лос-Анджелеса                                 | Лучшая мужская роль                                | Аль Пачино                                                                                        | Победа     |
| 1975 | Национальный совет кинокритиков США                                   | Десять лучших фильмов                              | Мартин Брегман, Мартин Элфэнд                                                                     | Победа     |
| 1975 | Национальный совет кинокритиков США                                   | Лучшая мужская роль второго плана                  | Чарльз Дёрнинг                                                                                    | Победа     |
| 1975 | Круг кинокритиков Нью-Йорка                                           | Лучшая мужская роль                                | Аль Пачино                                                                                        | Номинация  |
| 1975 | Круг кинокритиков Нью-Йорка                                           | Лучшая мужская роль второго плана                  | Крис Сарандон                                                                                     | Номинация  |
| 1975 | Кинофестиваль в Сан-Себастьяне                                        | Серебряная раковина лучшему актёру                 | Аль Пачино                                                                                        | Победа     |
| 1976 | Премия Гильдии сценаристов США                                        | Лучший оригинальный сценарий                       | Фрэнк Пирсон                                                                                      | Победа     |
| 2001 | 100 самых остросюжетных американских фильмов за 100 лет по версии AFI | н/д                                                | «Собачий полдень»                                                                                 | 70-е место |
| 2001 | 100 известных цитат из американских фильмов за 100 лет по версии AFI  | н/д                                                | «Аттика! Аттика!»                                                                                 | 86-е место |
| 2009 | Национальный реестр фильмов                                           | н/д                                                | «Собачий полдень»                                                                                 | Включение  |